# Imperial Age
Imperial Age est un groupe de métal symphonique et de power metal russe, actuellement basé à Northampton, en Angleterre. Le groupe a été fondé à l'origine en 2012 à Moscou, en Russie, par les chanteurs/compositeurs Alexander "Aor" Osipov et Jane "Corn" Odintsova, qui ont déménagé en Turquie, puis au Royaume-Uni, après l'invasion russe de l'Ukraine. Aujourd'hui, le groupe compte des musiciens de Russie, du Royaume-Uni, d'Italie, des Pays-Bas et des États-Unis, et leur musique est principalement interprétée en anglais.
En janvier 2023, Jane et Alexander ont été reconnus comme des talents exceptionnels par l'Arts Council England et ont ainsi pu demander un permis de résidence au Royaume-Uni alors qu'ils vivaient en Turquie, où ils avaient déménagé dès le début de la guerre. Une campagne de financement participatif mise en place pour aider à leur déménagement a recueilli 21 419 £ de promesses de dons de la part des fans. Leur permis de résidence leur a été accordé par le Ministère de l'Intérieur anglais et ils ont déménagé à Londres le 17 avril 2023.
Imperial Age a collaboré à plusieurs reprises avec des musiciens de Therion et Arkona, qui figurent sur tous les albums d'Imperial Age. Le groupe a été porté à l'attention internationale par le pionnier du métal symphonique Christofer Johnsson, qui, après avoir été impressionné par leur performance live et leur reprise de la chanson To Mega Therion de Therion en 2014, a proposé de distribuer leur musique via son label Adulruna Records.
Le nom du groupe n'a rien à voir avec l'histoire des États modernes mais fait référence à l'Atlantide et Hyperborée, d'où les musiciens tirent leur inspiration. Leurs paroles traitent de la magie et de l'occulte, principalement de l''hermétisme, de la kabbale hermétique, de la magie runique, du paganisme, du bön et de l'héritage des civilisations anciennes telles que l'Égypte antique, Sumer et les civilisations mésoaméricaines,.

## Histoire
Le 20 novembre 2012, le groupe sort un premier album complet intitulé Turn The Sun Off !, enregistré avec de nombreux musiciens russes issus de groupes connus (Arkona, Epidemia, Stigmatic Chorus, Demons of Guillotine...). Ce premier opus a reçu de nombreuses critiques positives de la part des critiques internationales,,. Aux débuts du groupe, Aor était le chanteur principal tandis que Jane jouait des claviers et faisait les chœurs.
En 2013, leur notoriété leur permet de faire une tournée en Russie en tant que têtes d'affiche, ainsi qu'en première partie d'Epica, Paradise Lost, Finntroll et Oomph!.
En 2014, Alexander et Jane se sont lancés dans une expédition d'un mois au Tibet où ils ont filmé un clip vidéo pour la chanson Aryavarta au lac Manasarovar, au mont Everest et au mont Kailash - à des altitudes allant jusqu'à 6 000 mètres au-dessus du niveau de la mer.
La même année, le groupe continue ses tournées nationales, à la fois en tant que tête d'affiche et en première partie de Tarja Turunen, The 69 Eyes, Tristania et Therion. Ce dernier s’est avéré être le tournant de leur carrière. Pendant que Imperial Age jouait devant le Therion à Saint-Pétersbourg, Christofer Johnsson était assis dans les coulisses pendant tout le concert, à écouter. Il fut tellement impressionné qu'il a proposé aux Russes de sortir leurs albums via son label Adulruna Records et de rejoindre Therion pour une grande tournée européenne. Les musiciens sont depuis toujours de bons amis
Leur EP Warrior Race est sorti en Europe via Adulruna le 1er janvier 2016. Le disque comprenait trois nouvelles chansons, une reprise de Therion (que Christofer a appelé « la meilleure reprise de Therion » qu'il ait jamais entendue) et cinq chansons du premier album réenregistrées avec une nouvelle chanteuse principale, Alexandra Sidorova,,,,,. Une tournée européenne de 21 concerts dans 13 pays en première partie de Therion a suivi en janvier & février 2016,,.
Après la tournée, Alexandra a quitté le groupe pour des raisons personnelles et a été remplacée par Anna « Kiara » Moiseeva. Après cela, une deuxième tournée européenne de 18 concerts dans 11 pays a suivi en novembre 2016 - cette fois en première partie d' Orphaned Land,,. À la fin de la tournée, Imperial Age a joué avec succès ses premiers concerts en tête d'affiche en Europe - à Manchester (Royaume-Uni) et à Saragosse (Espagne).
Leur deuxième album complet intitulé The Legacy of Atlantis est sorti le 1er février 2018,,,. L'album est un opéra métal avec divers personnages racontant une histoire occulte sur un magicien de l'Atlantide qui renaît dans l'Italie médiévale. Jane a quitté les claviers pour se concentrer pleinement sur le chant, et le rôle du cardinal Gregory a été interprété par Thomas Vikström . La basse et les guitares rythmiques ont été enregistrées par le bassiste de Therion Nalle Pahlsson, la guitare solo par Christian Vidal . Le disque a été mixé et masterisé par Sergei Lazar d'Arkona. L'opéra met en vedette le chœur de chambre du Conservatoire d'État de Moscou PI Tchaïkovski dirigé par Taras Yasenkov,,.
De janvier à avril 2018, ils se sont lancés dans leur plus longue tournée qui comprenait 59 concerts dans 26 pays de l'UE et hors UE - cette fois, en tant qu'acte intermédiaire avec Therion. La tournée fut également la plus grande tournée de la carrière de Therion,,.
En juin de la même année, le groupe signe un contrat avec le label japonais Rubicon Music pour trois sorties au Japon,.
En janvier-mars 2019, le groupe a fait une grande tournée européenne et en décembre 2019, il a sorti le clip de la chanson « The Legacy of Atlantis », qui a été financé à 100 % par ses fans et a atteint près d'un million de vues au cours de ses 4 premiers mois.
Le 25 avril 2020, Imperial Age a diffusé un concert en ligne de 180 minutes depuis Moscou, alors en confinement, et a remporté un succès sans précédent avec 38 000 personnes diffusant le concert en direct depuis les 7 continents, y compris l'Antarctique. Le groupe a reçu 11 470 $ US de dons pendant le spectacle et le DVD qui a suivi a rapporté 20 000 $ US supplémentaires.
Lors de la campagne de financement participatif de juillet-août 2021, le groupe a reçu 65 000 $ US de la part des fans afin d'enregistrer le nouvel album New World . La date de sortie a été fixée au 5 août 2022.
Le 26 décembre 2021, l'intégralité de l'album New World a été joué en direct dans le cadre du spectacle en ligne « Live New World » avec un orchestre de chambre et une chorale. Ce concert a été regardé en ligne dans le monde entier et a reçu 21 000 $ US de dons de la part des fans.
Le 24 février 2022, après le début de la guerre russo-ukrainienne, le groupe a publié une déclaration anti-guerre. Le 7 mars 2022, il a été annoncé que quatre membres avaient déménagé en Turquie.
Le 18 mars 2022, "The Way is the Aim" - le premier single et clip de l'album "New World" - est sorti, suivi de "Legend of the Free" et "The Wheel".
Le 10 juillet 2022, il a été annoncé que Max Talion et Paul « Vredes » Maryashin avaient quitté le groupe.
En août 2022, ils ont été remplacés pour la tournée européenne par Manuele Di Ascenzo (Italie) et Jens Hendriks (Pays-Bas).
Le 27 août 2022, l'album « New World » est sorti et a reçu des critiques positives dans les médias européens et américains.
En septembre 2022, Imperial Age a joué 21 concerts aux Pays-Bas, en Belgique, en France, en Allemagne, en Espagne, au Portugal, en Italie et en Suisse dans le cadre de sa tournée « Live New World » en soutien à l'album New World. Après la tournée, il a été annoncé que Manuele Di Ascenzo était devenu membre permanent du groupe.
Le 16 décembre, le clip officiel de « The Wheel » a été publié sur YouTube. Le 18 janvier, le clip officiel de « Windborn » a été publié sur YouTube.
En janvier 2023, la tournée au Royaume-Uni - qui avait été retardée depuis 2020 en raison de la pandémie de Covid et de la Guerre en Ukraine - a finalement eu lieu, avec Imperial Age jouant à Glasgow, Newcastle, Manchester, Birmingham et Londres pour la première fois depuis 2019. La guitare a été jouée par Ryan Thomson (Royaume-Uni). Belf ayant eu des problèmes avec son visa britannique et ne pouvant pas participer à la tournée, il fut remplacé par Tim Schaling (Pays-Bas) à la basse.
Shackles of Gold, le cinquième clip de l'album New World, est sorti le 23 février 2023.
Le 17 avril 2023, Jane et Aor atterrissent à Londres et deviennent résidents du Royaume-Uni. Ils s'installèrent ensuite dans le Northamptonshire. Un concert acoustique de retour à Londres avec diffusion en direct en ligne a été annoncé pour le 16 août pour célébrer leur déménagement, les billets physiques s'étant vendus en une semaine.
Le 6 juillet, le groupe a annoncé la tournée Lost Worlds Unleashed 2023 qui se déroulera en Allemagne, en France, en Suisse, aux Pays-Bas et au Royaume-Uni.
Le 23 décembre 2023, Imperial Age entérine le départ d'Anna et de Belf, les membres restants décidant de continuer uniquement avec deux chanteurs.

## Discographie
Albums
- Turn the Sun Off! (2012)
- The Legacy Of Atlantis (2018)
- New World (2022)

EP
- Warrior Race (EP, 2016)

Singles
- Demons Are a Girl's Best Friend (single, 2021) - Powerwolf's song cover
- The Way is the Aim (single, 2022)
- Legend of the Free (single, 2022)
- Songs Of Power (2022)

<br /> En direct
- Live in Wroclaw (2019)
- Live on Earth: The Online Lockdown Concert (DVD & Double CD, 2020)
- Live New World (2022)

## Membres du groupe
Membres actuels
- Alexander "Aor" Osipov : chant ténor (depuis 2012)
- Jane « Corn » Odintsova : mezzo-soprano, chant, claviers (depuis 2012)
- Manuele Di Ascenzo : batterie, percussions (depuis 2022)
- Daniel Carpenter : guitare solo (depuis 2024)
- Jonathan Hawkins : guitare rythmique (depuis 2024)
- Dan "Beardy" Quiney : guitare basse (depuis 2024)

Anciens membres en tournée
- Tim Schaling : guitare basse (2023)
- Ryan Thomson : guitare (2023)
- Jens Hendriks : guitare (2022)
- Kublai Kapsalis : guitare (2022-2023)

Anciens membres
- Max Talion : batterie, percussions (2017-2022)
- Paul "Vredes" Maryashin : guitares solo (2017-2022)
- Anna "Kiara" Moiseeva : chant soprano (2016-2023)
- Dmitry "Belf" Safronov : guitares solo (2012-2013), guitare basse, chant (2017-2023)
- Alexandra Sidorova : chant soprano (2014-2016)
- Igor « Kiv » Korolev : guitares rythmiques (2014-2015)
- Dmitry Pyshechkin : guitare basse (2012-2015)
- Dmitry Kovalev : batterie, percussions (2013-2015)
- Sergey Mordashov : guitares solo (2013-2014)
- Alexandr Strelnikov : guitares solo (2014-2017)
- Maxim Novikov : guitares rythmiques (2015-2017)